# Nannophryne corynetes
Nannophryne corynetes es una especie de anfibio anuro de la familia Bufonidae.

## Distribución geográfica
Esta especie es endémica de la provincia de Urubamba en la región de Cusco en Perú. Habita entre los 2000 y 3200 m sobre el nivel del mar.

## Publicación original
- Duellman & Ochoa-M., 1991: A New Species of Bufo (Anura: Bufonidae) from the Andes of Southern Peru. Copeia, vol. 1991, n.º 1, p. 137-141.[6]